# اسکوتر بوگی
اسکوتر بوگی (به انگلیسی: Roller Boogie) یک فیلم سینمایی آمریکایی در ژانر درام موزیکال و فیلم عاشقانه محصول سال ۱۹۷۹ به کارگردانی مارک ال. لستر با بازی لیندا بلر و جیم بری، بورلی گارلند، مارک گودارد و کیمبرلی بک است.

## داستان
اسکیت بازان با هم گروهی تشکیل می‌دهند تا دیسکوشان را باز نگه دارند …